# François-Christophe de Lévis-Ventadour
François-Christophe de Lévis-Ventadour, où Vantadour, duc de Damville, comte de Brion (Jaunac, Le Cheylard), premier écuyer du duc  d'Orléans, neuvième vice-roi de la Nouvelle-France de 1644 à 1660. Il est créé duc d'Anville, après la mort de son oncle maternel, Henri II, duc de Montmorency. Il meurt le 19 septembre 1661.